# Glenea alboscutellaris
Glenea alboscutellaris é uma espécie de besouro da família Cerambycidae. Foi descrito por Stephan von Breuning em 1958. É conhecida a sua existência na Tailândia.